# Andrew Phiri
Andrew Phiri (* um 2001) ist ein sambischer Fußballspieler auf der Position eines Stürmers. Im Juli 2023 gab er, damals 22-jährig, sein Debüt in der A-Nationalmannschaft seines Heimatlandes.

## Karriere
Andrew Phiri wurde um das Jahr 2001 geboren. In der Saison 2021/22 erzielte er 16 Tore für den FC MUZA, auch Maestro United Zambia FC genannt, in der zweithöchsten sambischen Fußballliga, wodurch er am Saisonende die Auszeichnung als Zambia Super League Newcomers Top Goalscorer erhielt. Die Rec.Sport.Soccer Statistics Foundation gibt für diese Saison 14 Treffer Phiris an. Außerdem bekam er als bester Spieler seines Vereins den vom sambischen Radiosender Byta FM gesponserten Player of the Year Award verliehen. Die offizielle Statistik Phiris weist 16 Treffer und 13 Torvorlagen im Laufe der Saison 2021/22 auf, womit er auch der erfolgreichste Torschütze seiner Mannschaft war. Von seinen 16 Toren traf er zehn mit dem rechten Fuß, drei mit dem linken Fuß und die restlichen drei per Kopf. Dabei hatte er nur ein Tor Rückstand auf den Torschützenkönig Christian Saile aus der DR Kongo, der es bei den Nchanga Rangers auf 17 Torerfolge gebracht hatte. Als Zweitplatzierter der zweitklassigen Division One stieg er mit dem Klub aus Mazabuka, sowie mit den drei anderen Vereinen, die im Endklassement auf den Plätzen 1 bis 4 rangierten, in die nächsthöhere Spielklasse auf.
Nach dem Aufstieg schaffte er es mit seiner Mannschaft 2022/23 im Endklassement bis auf den zweiten Tabellenplatz und hatte am Ende sechs Punkte Rückstand auf den Meister Power Dynamos. Als Zweitplatzierter qualifizierte sich der FC MUZA für die Teilnahme am CAF Confederation Cup 2023/24. Mit 14 Toren war Phiri am Ende der Saison der zweiterfolgreichste Torschütze hinter Andy Boyeli (auch Andy Boyile geschrieben), der es auf 19 Treffer (sieben für Chambishi und zwölf für die Power Dynamos) gebracht hatte. Mit der Mannschaft schaffte er es 2022/23 zudem ins Finale des ABSA Cups und unterlag in diesem den Forest Rangers mit 0:2. Im Viertelfinale des Turniers hatte Phiri gegen die Red Arrows ein Elfmetertor erzielt. Bei den Zambian Super League MTN Awards 2023 wurde er im Juni 2023 als Young Player of the Year ausgezeichnet. Aufgrund seiner Erfolge wurden auch ausländische Klubs auf den jungen Offensivspieler aufmerksam; so unter anderem der tansanische Erstligist Azam FC oder der kongolesische Erstligist TP Mazembe.
Ab Herbst 2022 war er Teil des sambischen U-23-Kaders, der an der Qualifikation zum U-23-Afrika-Cup teilnahm. Nachdem er im ursprünglichen 28-Mann-Kader, der Anfang Oktober 2022 veröffentlicht worden war, nicht gelistet war, wurde Phiri in weiterer Folge in den finalen 18-köpfigen Kader nachnominiert. Nachdem er mit der U-23-Mannschaft im März 2023 in der dritten Qualifikationsrunde an Ägyptens U-23-Auswahl gescheitert war, erhielt Phiri im Mai 2023 seine erste Einberufung in die A-Nationalmannschaft seines Heimatlandes, als er von Nationaltrainer Avram Grant in den 29-Mann-Kader für das Qualifikationsspiel zum Afrika-Cup 2024 gegen die Elfenbeinküste einberufen wurde. Im Spiel fand Phiri daraufhin jedoch keine Berücksichtigung, war aber danach Teil des sambischen Kaders, der am COSAFA Cup 2023 in Südafrika teilnahm. Dabei wurde er im ersten Spiel gegen Malawi noch nicht berücksichtigt, jedoch im nachfolgenden Spiel gegen die Seychellen von seinem israelischen Trainer eingesetzt. Beim 2:1-Sieg seiner Mannschaft kam er ab der 68. Spielminute für Wisdom Moyela Libamba auf den Rasen, erhielt in der 87. Minute die Gelbe Karte und spielte bis zum Ende durch.